# Sérapias à petites fleurs
Serapias parviflora
Espèce
Classification phylogénétique
Statut CITES
Serapias parviflora ou Serapias occultata, le Sérapias à petites fleurs est une espèce de plantes herbacées pérennes de la famille des Orchidacées. Elle a été décrite par Filippo Parlatore en 1837.

## Étymologie
Serapias vient du mot grec Serapis, un dieu égyptien adopté par les grecs, donné à une orchidée réputée aphrodisiaque. Parviflora vient du latin parvus (petit) et flos (fleur), références à la petite taille des fleurs .

## Description générale

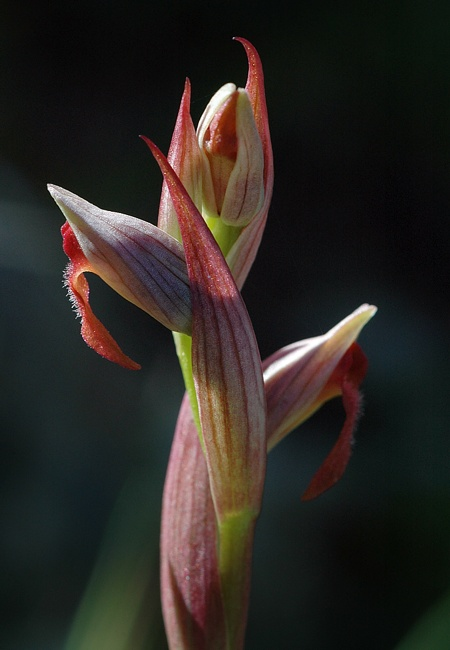
Sérapias parviflora

### Appareil végétatif
C'est une plante vivace mesurant de 10 à 25 cm et dépourvue de poils. La tige feuillée est fine et élancée, maculée de pourpre à sa base. Elle possède des tubercules ovoïdes et subssessile .
Les feuilles sont au nombre de 4 à 7 par tige. Elles sont lancéolées, dressées et la plus grande atteignant la base de l'inflorescence. Les feuilles sont également disposées de manière atténuée le long de la tige : les plus grandes étant à la base et les plus petites situées au niveau de l'apex .
Les bractées atteignent, quant à elles, à peine les fleurs et sont de même longueur que l'ovaire, voire un peu plus grandes ,.

### Appareil reproducteur
Les fleurs sont petites, rouges et se regroupent au nombre de 2 à 8 par tige . Elles sont groupées en une inflorescence en épi cylindrique allongé à fleurs fortement espacées . Le périanthe est constitué d'un casque de position variable (de horizontal à dressé) de couleur gris-vert à violacée pâle et parcouru de lignes rouges ,. Ce casque est constitué de trois sépales et de deux pétales réunis et parfois soudés. Les sépales sont lancéolés et légèrement coalescents . Les pétales sont en forme de goutte allongée et présentent un sommet court et effilé . Le labelle est constitué de parties successives : un épichile externe, petit, court, long de 6 à 10 mm et large de 3 à 5 mm et un hypochile interne, ovoïde, long de 8 à 10 mm et large de 9 à 12 mm. De plus, les lobes de l'hypochile sont presque entièrement cachés sous le casque. Le labelle est trilobé au centre et atteint environ 16 mm de longueur. Il est pourvu d'une pilosité éparse au niveau de l'hypochile et ses bords latéraux sont incurvés vers l'avant ,. L'hypochile est également garni à sa base de deux callosités légèrement divergentes, pratiquement parallèles, luisantes et de même couleur que le périanthe. La couleur du labelle varie du brun-rouge à l'orange mais il peut se décliner dans des nuances de jaune et même de vert ,. L'ovaire est sessile, c'est-à-dire qu'il est directement inséré sur la tige 
.

## Écologie

### Distribution géographique
Serapias parviflora est une orchidée présente sur le pourtour du bassin méditerranéen de la péninsule ibérique à la mer Égée. En France, elle est recensée dans l'aire atlantique jusqu'en Bretagne et dans le sud-est principalement dans les régions de Marseille à Menton et en Corse . Des individus ont été découverts dans le sud des îles Britanniques .

### Habitat
S. parviflora se retrouve dans des environnements xérophiles et mésophile entre 0 et 1 200 m d’altitude ,. 
Premièrement, S. parviflora est capable de s'adapter à des pelouses rocailleuses, ouvertes, ensoleillées et sèches. Le substrat est calcaire, schisteux, rocailleux en milieu alpin. Elle est également présente dans la garrigue en région méditerranéenne ,.
Deuxièmement, S. parviflora est localisée dans les pelouses et pâtures sèches avec un sol calcaire ou schisteux. Les environnements propices à son développement sont les broussailles, le maquis, les stades initiaux de recolonisation forestière, les prairies et les cultures abandonnées depuis longtemps, les friches, les lisières et les chênaies claires .
En général, cette plante est présente sur des sols à pH très variable : de basique à neutre dans des sols calcaires ou d'acide à neutre dans des sols siliceux et à humus mais présentant une très faible salinité. 
La luminosité peut varier de plein soleil à la mi-ombre .

### Cycle de vie et reproduction
Serapias parviflora possède des fleurs hermaphrodites qui fleurissent entre avril et juin ,. La pollinisation est entomogame. En effet, les fleurs du genre Serapias ne possèdent ni nectar ni couleurs attrayantes. L'attraction des pollinisateurs est réalisée par protection. La morphologie de la plante offre à l'insecte un endroit où se réfugier lors de mauvais temps en mimant le nid de l'insecte  . Une autre méthode utilisée également par Serapias parviflora est l'attraction olfactive . Les pollinisateurs les plus rencontrés pour le genre Serapias sont les abeilles solitaires des genres Eucera, Andrena et Osmia.
Serapias parviflora est également capable de se reproduire par autofécondation .
Une fois les grains de pollen formés, la dissémination est anémophile c'est-à-dire que les graines sont dispersées par le vent .

### Protection
Serapias parviflora est une espèce rare, protégée au niveau national en France .